# ヒュー・マクラッケン
ヒュー・マクラッケン（Hugh McCracken、1942年3月31日 - 2013年3月28日）は、リズム・ギター・プレイヤーでセッション・ギタリスト。ニューヨークを拠点として活動し、数多くの大物ミュージシャンのレコーディングに参加した。また、編曲家、音楽プロデューサーとしての活動もある。
2013年3月28日、白血病のため死去。

## ディスコグラフィ

### 参加アルバム
- ヴァン・モリソン : 『ブロウイン・ユア・マインド』 - Blowin' Your Mind! (1967年)
- ローラ・ニーロ : 『イーライと13番目の懺悔』 - Eli and the Thirteenth Confession (1968年)
- B.B.キング : 『コンプリートリー・ウェル』 - Completely Well (1969年)
- B.B.キング : 『インディアノーラ・ミシシッピ・シーズ』 - Indianola Mississippi Seeds (1970年)
- ポール・マッカートニー & リンダ・マッカートニー : 『ラム』 - Ram (1971年)
- バーブラ・ストライサンド : 『バーブラ ジョアン ストライサンド』 - Barbra Joan Streisand (1971年)
- ロバータ・フラック : 『クヮイエット・ファイア』 - Quiet Fire (1971年)
- アレサ・フランクリン : 『ヤング・ギフティッド・アンド・ブラック』 - Young, Gifted and Black (1972年)
- ポール・マッカートニー & ウイングス : 『レッド・ローズ・スピードウェイ』 - Red Rose Speedway (1973年)
- ダニー・ハサウェイ : 『愛と自由を求めて』 - Extension of a Man (1973年)
- アレサ・フランクリン : 『輝く愛の世界』 - Let Me in Your Life (1974年)
- ジェームス・テイラー : 『ウォーキング・マン』 - Walking Man (1974年)
- ボブ・ジェームス : 『One』 - One (1974年)
- ポール・サイモン : 『時の流れに』 - Still Crazy After All These Years (1975年)
- トム・スコット : 『ニューヨーク・コネクション』 - New York Connection (1975年)
- スティーリー・ダン : 『うそつきケイティ』 - Katy Lied (1975年)
- ロバータ・フラック : 『愛のためいき』 - Feel Like Makin' Love' (1975年)
- エリック・カルメン : 『エリック・カルメン』 - Eric Carmen' (1975年)
- ボブ・ディラン : 『欲望』 - Desire (1976年)
- トム・スコット : 『ブロウ・イット・アウト』 - Blow It Out (1977年)
- ビリー・ジョエル : 『ストレンジャー』 - The Stranger (1977年)
- ビリー・ジョエル : 『ニューヨーク52番街』 - 52nd Street (1978年)
- トム・スコット : 『インティメット・ストレンジャー』 - Intimate Strangers (1978年)
- ポール・サイモン : 『ワン・トリック・ポニー』 - One-Trick Pony (1980年)
- マイケル・フランクス : 『N.Y.ストーリー』 - One Bad Habit (1980年)
- ジョン・レノン & オノ・ヨーコ : 『ダブル・ファンタジー』 - Double Fantasy (1980年)
- チャカ・カーン : 『ノーティ』 - Naughty (1980年)
- スティーリー・ダン : 『ガウチョ』 - Gaucho (1980年)
- B.B.キング : 『ベター・ワールド』 - There Must Be a Better World Somewhere (1981年)
- オノ・ヨーコ : 『シーズン・オブ・グラス』 - Season of Glass (1981年)
- フォリナー : 『4』 - Foreigner 4 (1981年)
- ドナルド・フェイゲン : 『 ナイトフライ 』 - The Nightfly (1982年)
- オノ・ヨーコ : 『イッツ・オーライト』 - It's Alright (I See Rainbows) (1982年)
- マイケル・フランクス : 『愛のオブジェ』 - Objects of Desire (1982年)
- 山下久美子 : 『Sophia』 - Sophia (1983年)
- ジョン・レノン & オノ・ヨーコ : 『ミルク・アンド・ハニー』 - Milk And Honey (1984年)
- マイケル・フランクス : 『スキン・ダイヴ』 - Skin Dive (1985年)
- ジル・ジョーンズ : 『ジル・ジョーンズ』 - Jill Jones (1987年)
- カーリー・サイモン : 『カミング・アラウンド・アゲイン』 - Coming Around Again (1987年)
- フォリナー : 『インサイド・インフォメーション』 - Inside Information (1987年)
- アート・ガーファンクル : 『レフティー』 - Lefty (1988年)
- ジミー・バフェット : 『ホット・ウォーター』 - Hot Water (1988年)
- ショーン・コルヴィン : 『ステディ・オン』 - Steady On (1989年)
- オノ・ヨーコ : 『ストーリー』 - A Story (1997年)
- B.B.キング : 『デューシズ・ワイルド』 - Deuces Wild (1997年)
- スティーリー・ダン : 『トゥー・アゲインスト・ネイチャー』 - Two Against Nature (2000年)
- スティーリー・ダン : 『エヴリシング・マスト・ゴー』 - Everything Must Go (2003年)
- ドナルド・フェイゲン : 『モーフ・ザ・キャット』 - Morph the Cat (2006年)
- フランキー・ヴァリ : Romancing the '60s (2007年)
- ケリー・クラークソン : 『ストロンガー』 - Stronger (2011年)
- レオン・ラッセル : 『ライフ・ジャーニー』 - Life Journey (2014年)